# Matthias Bernegger

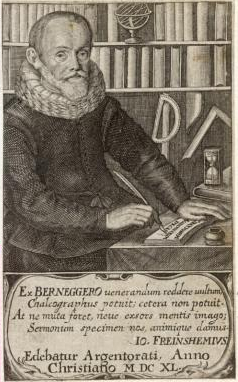
Matthias Bernegger: Kupferstich von Peter Aubry.

Matthias Bernegger (* 8. Februar 1582 in Hallstatt im Salzkammergut; † 5. Februar 1640 in Straßburg) war ein deutscher Philologe, Hochschullehrer und lateinischer Autor.

## Leben
Bernegger entstammte einer durch die Gegenreformation vertriebenen Familie, die sich, wie so viele der sogenannten „Exulanten“, zuerst in Regensburg niederließ, wo er das Gymnasium besuchte, bis er sich 1599 siebzehnjährig in Straßburg immatrikulierte. Wissenschaftliche Neugierde trieb ihn zu Studien auf vielen Gebieten, vor allem in Philologie und den Naturwissenschaften. Die Astronomie fesselte ihn besonders. Er übersetzte mehrere Werke von Galileo Galilei in Latein (darunter der 1633 indizierte Dialogo sopra i due massimi sistemi del mondo als Systema cosmicum) und korrespondierte jahrelang mit Johannes Kepler und Wilhelm Schickard. Insbesondere mit Kepler, den er 1612 in Linz kennengelernt hatte, verband ihn eine tiefe Freundschaft. Kepler schenkte ihm 1620 ein Ölgemälde mit seinem Porträt, nach dem er zu Keplers Ehren einen Kupferstich anfertigen ließ und das er 1627 an die Straßburger Bibliothek weitergab. 1630 richtete er in Straßburg die Hochzeit Keplers Tochter Susanna mit Jacob Bartsch aus, weil Kepler selbst verhindert war.
Politisch interessiert, wandte er sich als Pazifist persönlich gegen die von Caspar Schoppe betriebene Kriegshetze und versuchte gleichzeitig, als Vermittler gegenüber Frankreich zu wirken. Ab 1607 lehrte er wie sein Kollege Caspar Brülow zuerst eine Zeit lang am Protestantischen Gymnasium bis zu seiner Berufung 1613 an die Straßburger Akademie (ab 1621 Universität), ab 1626 auch als Professor der Rhetorik. Durch seine Editionen der Klassiker, besonders Tacitus, und seinen umfangreichen Briefwechsel war er weithin bekannt. Zu dem großen Kreis seiner Schüler gehörten Daniel von Czepko, Johannes Freinsheim, Johann Michael Moscherosch, Martin Opitz und Robert Roberthin. Bernegger trat als Drucker seiner eigenen Schriften auf, nachdem er 1629 die Offizin aus dem Nachlass von Nikolaus Wyriot dem Jüngeren erworben hatte. Er beschäftigte Johann Georg Simon als Drucker, der die Werkstatt nach dem Tod Berneggers weiterführte.

## Werke (Auswahl)
- Manuale Mathematicum ... Allen Bau- vnd Kriegsverständigen ... vnd andern Kunstliebenden in Teutscher Sprach.  Straßburg 1612
- Dodecas Qvaestionum Militarium, Ex C. Taciti Germania desumptarum. Carolus, Straßburg 1616 (Online)
- Tuba Pacis, occenta Scioppiano Belli Sacri Classico. Straßburg 1621 (gegen Caspar Schoppes Kriegshetze)
- (Übs.) Systema cosmicum, Authore Galilaeo Galilei (Dialogo sopra i due massimi sistemi del mondo).  Elzevier, Leiden 1635 Online

## Briefwechsel
- Hugonis Grotii & Matthiae Berneggeri Epistolae. Straßburg 1667 u.ö.
- Epistolae J. Keppleri & M. Berneggeri. Straßburg 1672
- Epistolae W. Schickarti & M. Berneggeri. Straßburg 1673

## Werk- und Literaturverzeichnis
- Gerhard Dünnhaupt: Matthias Bernegger (1582-1640), in: Personalbibliographien zu den Drucken des Barock, Bd. 1. Stuttgart: Hiersemann 1990, S. 490–533. ISBN 3-7772-9013-0